# Únos švýcarských turistů v Balúčistánu
2. července 2011 byl v jihozápadním Pákistánu v provincii Balúčistán unesen švýcarský pár. Pár cestoval autem do sousedního Íránu, když byli přepadeni neznámými ozbrojenci v okrese Loralai, která je 150 km severně od hlavního města provincie Kvéta. Bylo to poprvé, kdy se švýcarští občané stali cílem takového incidentu v Pákistánu, jak uvádí švýcarské ministerstvo zahraničních věcí. Později oznámil Pákistánský Taliban zodpovědnost za únos.
Pákistánské úřady oznámily incident švýcarské diplomacii v zemi okamžitě po události. Balučistánská policie zahájila pátrací operaci pod přímým vedením balučistánské vlády.
V březnu 2012, tedy po více než osmi měsících, pár uprchl ze zajetí Talibanu.